# Grb Tokelaua
Grb Tokelaua usvojen je u svibnju 2008. Dotada se koristio novozelandski.
Tuluma, je tradicionalna rezbarena drvena kutija, koju koriste ribari na Tokelau. Bijeli križ u središtu tulume i natpis ispod "Tokelau mo te Atua" (Tokelau u ime Boga) stavljaju jak naglasak na kršćanstvo na Tokelau.